# Station Knesebeck
Station Knesebeck (Haltepunkt Knesebeck) is een spoorwegstation in de Duitse plaats Knesebeck, in de deelstaat Nedersaksen. Het station ligt aan de spoorlijn Gifhorn - Wieren.

## Indeling
Het station beschikt over één zijperron, dat niet is overkapt maar voorzien van abri's. Het station is te bereiken vanaf de straat Am Bahnhof.

## Verbindingen
De volgende treinserie doet het station Knesebeck aan:
| Serie | Treinsoort           | Route                                                       | Bijzonderheden             |
| ----- | -------------------- | ----------------------------------------------------------- | -------------------------- |
| RB 47 | Regionalbahn (Erixx) | Braunschweig Hbf – Gifhorn – Knesebeck – Wittingen – Uelzen | Rijdt eenmaal per twee uur |